# برت داالتون
برت داالتون (انگلیسی: Brett Dalton؛ زادهٔ ۷ ژانویهٔ ۱۹۸۳) هنرپیشه و صداپیشه اهل ایالات متحده آمریکا است. وی از سال ۲۰۰۷ میلادی تاکنون مشغول فعالیت بوده‌است.
از فیلم‌ها یا برنامه‌های تلویزیونی که وی در آن نقش داشته‌است می‌توان به مأموران شیلد، گردشگر اشاره کرد.